# Henry Cohen

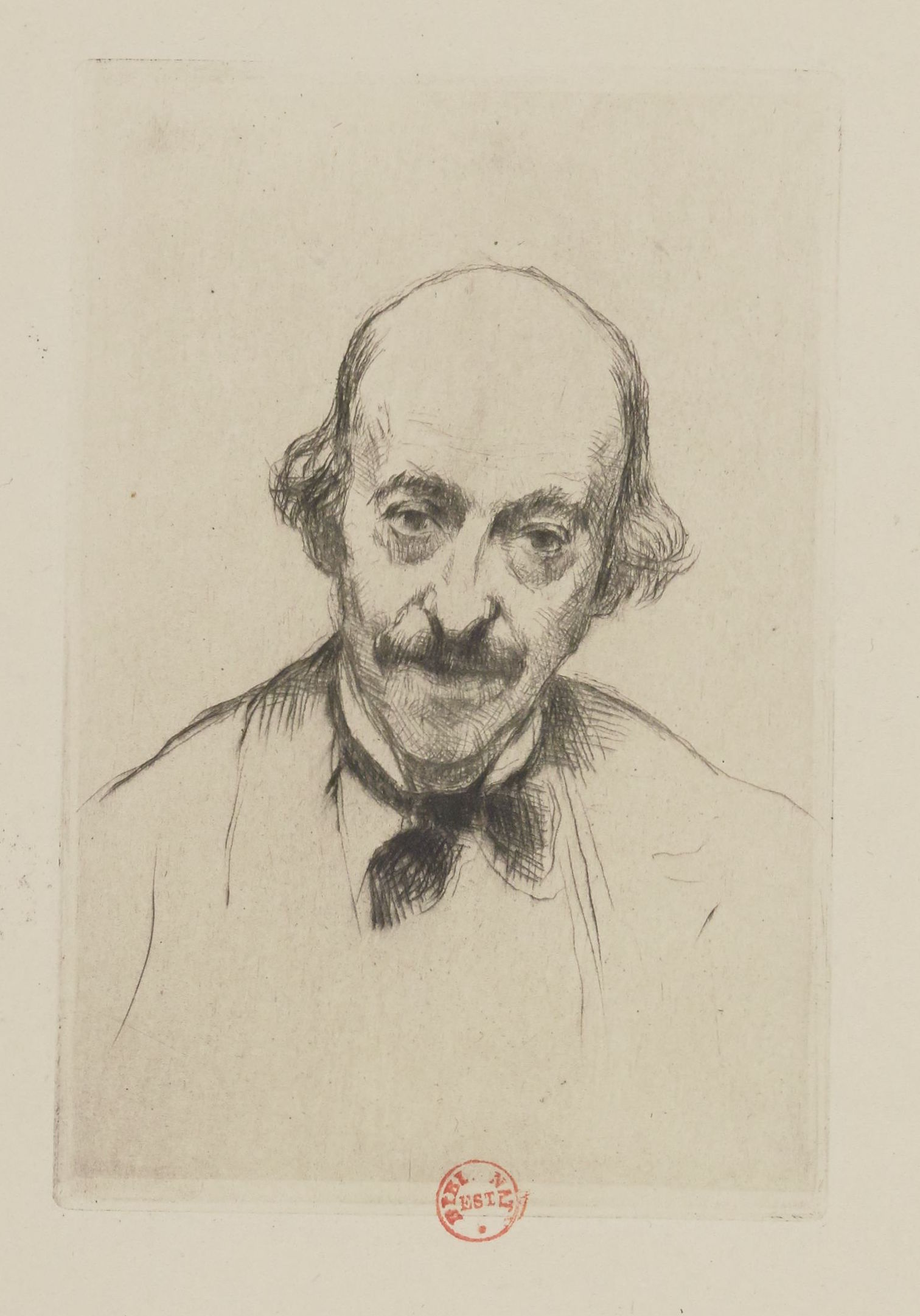
Henry Cohen (rycina z 1878)

 Henry Cohen (ur. 21 kwietnia 1806 w Amsterdamie, zm. 17 maja 1880 w Bry-sur-Marne) – francuski numizmatyk, bibliograf i muzykolog (kompozytor).
Urodzony w Holandii w rodzinie pochodzenia żydowskiego, przeniósł się do Paryża, gdzie utrzymywał się jako nauczyciel muzyki. W 1859 uzyskał skromną posadę w Gabinecie Medali przy Bibliotece Narodowej, a następnie (1875) stanowisko bibliotekarza. Zamiłowany bibliofil, opublikował wartościową bibliografię dawnej francuskiej książki ilustrowanej (Guide de l’amateur de livres à vignettes du XVIIIe siècle, 1870).
Dla kolekcjonerów monet antycznych Cohen wydał pomoc podręczną, zatytułowaną Guide de l'acheteur de médailles romaines et byzantines (1876). Niezależnie od działalności numizmatycznej, jako muzykolog napisał 4 prace z teorii muzyki oraz kilka kompozycji, z których opera L’Impératrice (Cesarzowa) wystawiana była (ok. 1834 r.) w Neapolu, Paryżu i Londynie.

## Dzieło numizmatyczne
W dziedzinie numizmatyki współpracował z ówczesnym znawcą monet i starożytności, belgijskim baronem J. de Witte. Najwartościowszymi dokonaniami w tym zakresie są jego dwa katalogi monet starożytnego Rzymu. Pierwszy – Description générale des monnaies de la République romaine, communément appelées Médailles consulaires (1857), który obejmuje monety republikańskie, dopiero po wielu latach zastąpiony został podobnym katalogiem Ernesta Babelona (Description des monnaies de la République romaine, 1885).
Za jego fundamentalne dzieło uważany jest drugi z katalogów (a pierwszy w Europie tak obszerny i całościowy), dotyczący monet cesarstwa i zatytułowany Description historique des Monnaies frappées sous l'Empire romain, communément appelées Médailles impériales, w kolejnych 8 tomach wydawany w Paryżu w latach 1859–1868. Obejmuje on emisje rzymskie od r. 49 p.n.e. (od Pompejusza) aż po 476 r. n.e. (panowanie Romulusa Augustulusa). Monety uporządkowane chronologicznie (według panowania kolejnych cesarzy), następnie wymienione są w układzie alfabetycznym legend występujących na rewersie. System ten, niezbyt naukowy, ale ogólnie przystępny, pozwalał na szybkie odnalezienie i zidentyfikowanie danego numizmatu; pomniejsze informacje uzupełniające (np. wartość numizmatów w ówczesnych frankach itp.) na ogół utraciły dawno swe znaczenie.
Drugie, poprawione wydanie tego katalogu ukazało się w latach 1880-1892 i do czasu rozpoczęcia publikacji przez Anglików doskonalszego wykazu monet cesarstwa (Roman Imperial Coinage, od 1923 r.) służył on na świecie za podstawowe źródło identyfikacyjne i opisowe, także w handlu antykwarycznym. Uzupełniająco wykorzystywany był jeszcze dość długo po II wojnie światowej i dalej wznawiany w postaci przedruków anastatycznych [tzw. reprintów (Graz 1955, 1966, Nowy Jork 1976, Bolonia 1979, Maastricht 1980[?], Boston 2001).